# Rumänien i olympiska sommarspelen 1928
Rumänien deltog med 21 deltagare vid de olympiska sommarspelen 1928 i Amsterdam. Ingen av landets deltagare erövrade någon medalj.